# Coal Run Village
Coal Run Village és una població dels Estats Units a l'estat de Kentucky. Segons el cens del 2000 tenia 577 habitants, 260 habitatges, i 172 famílies. La densitat de població era de 89,1 habitants per km².